# Newtonsaurus

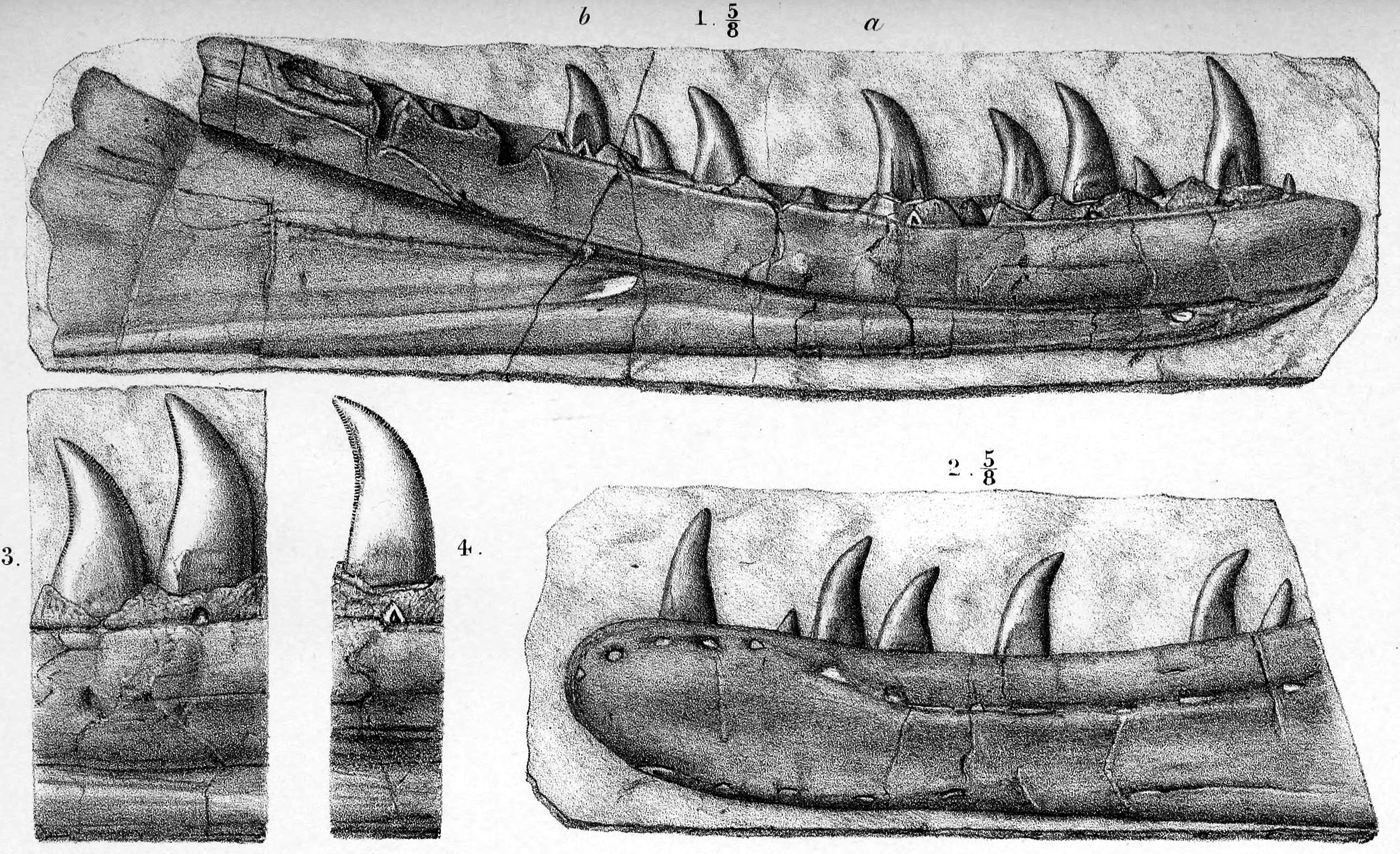
Ilustración del molde del hueso dentario.

"Newtonsaurus" (“lagarto de Newton”) es el nombre informal dado a un género de un posible dinosaurio terópodo ceratosáurido que vivió a finales del  período Triásico, hace aproximadamente 207  millones de años en el  Rhaetiense, de Gales, Reino Unido. La especie tipo es "N. cambrensis", originalmente llamada Zanclodon cambrensis por E.T.Newton en 1899, la cual se la suele relacionar con Megalosaurus, creando dificultades taxonómicas en Zanclodon. Se basa en el molde de un dentario y es uno de los pocos dinosaurios conocidos del límite entre el Triásico y el Jurásico. Los paleontólogos han usado este  nombre desde su aparición en publicaciones privadas desde 1999. Sin embargo "Zanclodon" cambrensis o Megalosaurus cambrensis se utilizan también para identificar al taxón.